# Louis Jolliet
Louis Jolliet (Quebec, 21 de Setembro de 1645 – Maio de 1700), foi um explorador franco-canadense conhecido por suas descobertas na América do Norte. Em 1673, Jolliet e o padre jesuíta Jacques Marquette, um padre católico e missionário, foram os primeiros não-nativos a explorar e mapear o alto rio Mississippi.

## Exploração do Alto Mississippi

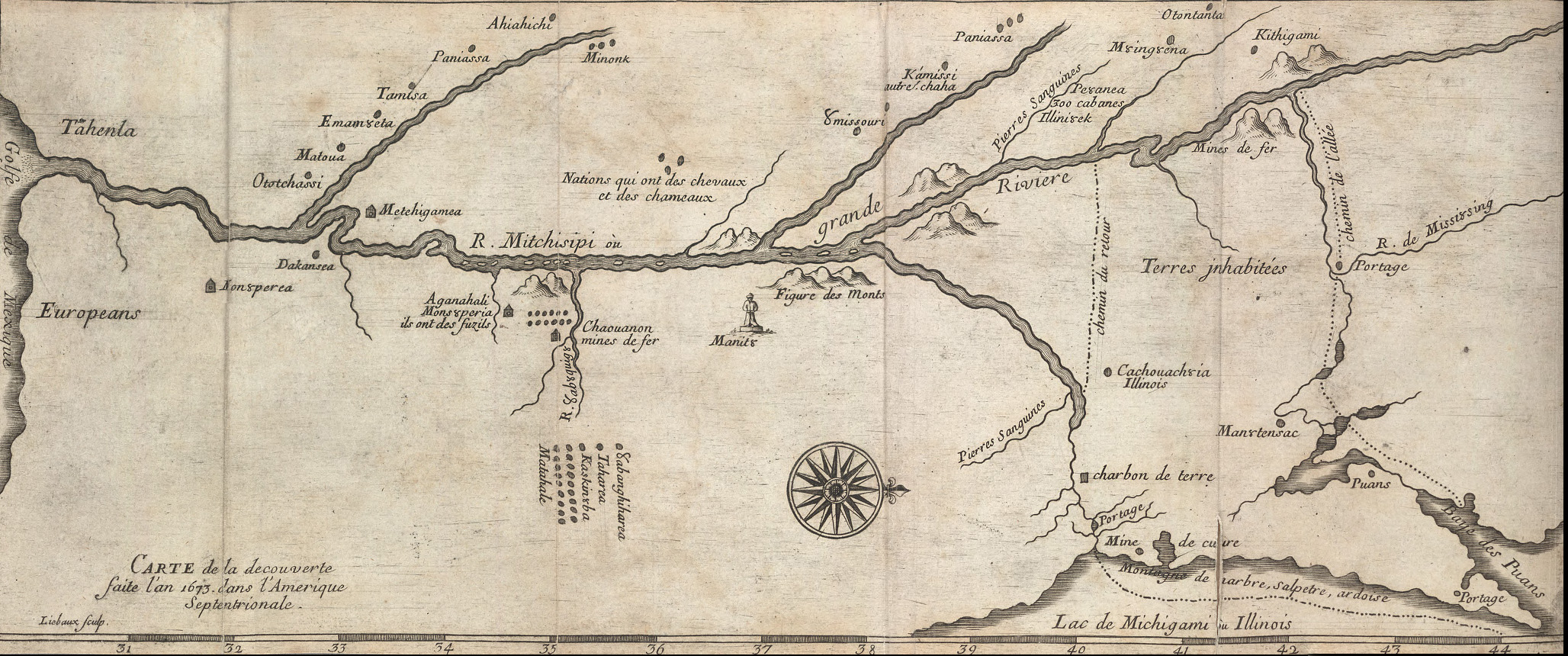
Mapa de 1681 da expedição de 1673 de Marquette e Jolliet.

Enquanto Hernando de Soto foi o primeiro europeu a tomar nota oficial do rio Mississippi ao descobrir sua entrada sul em 1541, Jolliet e Marquette foram os primeiros a localizar sua parte superior e percorrer a maior parte de sua extensão, cerca de 130 anos depois. De Soto deu ao rio o nome de Rio del Espiritu Santo, mas as tribos ao longo de sua extensão o chamaram de variações de "Mississippi", que significa "Grande Rio" nas línguas algonquianas.
Em 17 de maio de 1673, Jolliet e Marquette partiram de St. Ignace, Michigan, com duas canoas e cinco outros voyageurs de ascendência franco-indiana. O grupo navegou para Green Bay. Eles então remaram rio acima (para o sul) no Rio Fox até o local agora conhecido como Portage, Wisconsin. Lá, eles transportaram uma distância de pouco menos de três quilômetros através da floresta de pântanos e carvalhos até o rio Wisconsin. Os europeus acabaram construindo um entreposto comercial no menor transporte conveniente entre as bacias dos Grandes Lagos e do rio Mississippi. Em 17 de junho, os canoístas se aventuraram no rio Mississippi perto da atual Prairie du Chien, Wisconsin.

A expedição Jolliet-Marquette viajou pelo Mississippi até 435 milhas (700 km) do Golfo do México. Eles voltaram para o norte na foz do rio Arkansas. A essa altura, eles haviam encontrado nativos carregando mercadorias europeias e preocupados com um possível encontro hostil com exploradores ou colonos da Espanha.  Os voyageurs então seguiram o Mississippi de volta à foz do rio Illinois, que nativos amigáveis lhes disseram que era uma rota mais curta de volta aos Grandes Lagos. Seguindo o rio Illinois rio acima, eles subiram seu afluente, o rio Des Plaines, perto da atual Joliet, Illinois. Eles então continuaram subindo o rio Des Plaines e transportaram suas canoas e equipamentos no Chicago Portage. Eles então seguiram o rio Chicago rio abaixo até chegarem ao Lago Michigan, perto da localização da Chicago dos dias modernos. Padre Marquette ficou na missão de São Francisco Xavier no extremo sul de Green Bay, onde chegaram em agosto. Joliet voltou a Quebec para relatar as notícias de suas descobertas.

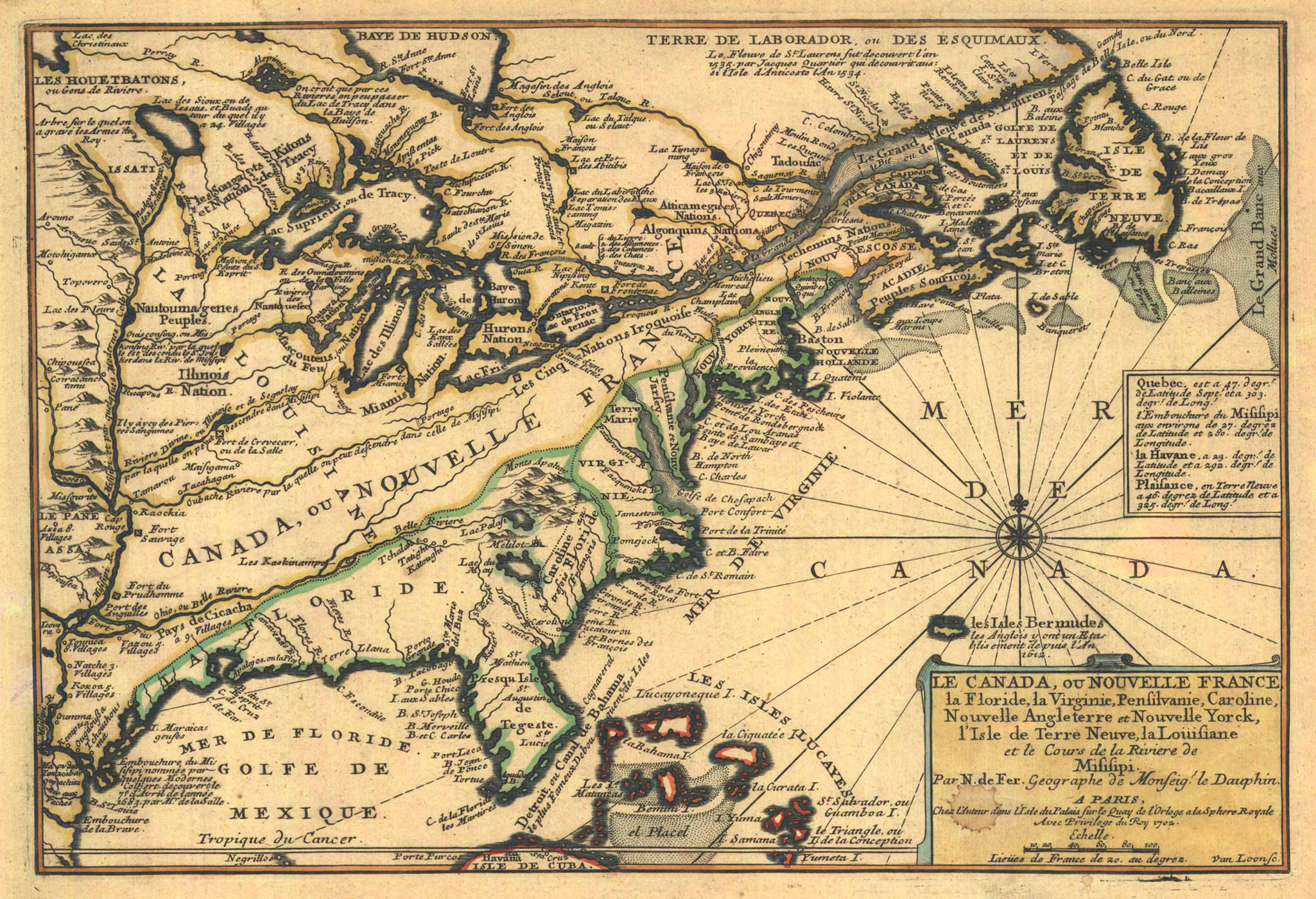
Mapa da Nova França, 1702